# Světový pohár v alpském lyžování 2014/2015
Světový pohár v alpském lyžování 2014/2015 byl 49. ročník série vrcholných závodů v alpském lyžování organizovaný Mezinárodní lyžařskou federací. Premiérová sezóna Světového poháru se konala v roce 1967. Ročník začal během října 2014 tradičně v rakouském Söldenu, který hostil obří slalom jako úvodní závod sezóny poprvé v roce 2000. Vyvrcholení proběhlo ve druhé polovině března 2015 v podobě finále ve francouzském Méribel. Závody série přerušilo únorové Mistrovství světa 2015 ve Vailu a Beaver Creeku. 
Celkovými vítězi ročníku se stali Rakušané Marcel Hirscher a Anna Fenningerová, kteří tak obhájili velké křišťálové glóby z předchozí sezóny.

## Přehled
Počtvrté v řadě se celkovým vítězem sezóny stal Rakušan Marcel Hirscher, což se v předchozí historii série nikomu nepodařilo. Čtyři velké křišťálové glóby dříve vybojovali také Hermann Maier, Pirmin Zurbriggen a Gustav Thöni, rekordních pět Lucemburčan Marc Girardelli. Žádný z nich však netriumfoval v navazujících sezónách. Hirscher si titul zajistil čtrnácti umístěními na stupních vítězů včetně osmi výher. Dominanci nad zbytkem startovního pole předvedl v garmischském obřím slalomu, kde druhý v pořadí Felix Neureuther dojel s výraznou ztrátou 3,28 sekundy. Jednalo se o čtvrtý největší náskok vítěze v historii Světového poháru.
Mezi ženami prvenství v celkovém hodnocení obhájila Rakušanka Anna Fenningerová. O zisku křišťálového glóbu rozhodla až výhrou v posledním závodu sezóny – méribelském obřím slalomu. Přeskočila tak do té doby vedoucí Slovinku Tinu Mazeovou, jež dojela třetí a neudržela náskok 22 bodů. Právě takovým rozdílem nakonec vyhrála celkové hodnocení Fenningerová.

## Muži

### Kalendář
| 1556. | 1.     | 26. října 2014                                          | Sölden                                                  | OS 372                                                  | Marcel Hirscher                                         | Fritz Dopfer                                            | Alexis Pinturault                                       | [ 3 ]             |
| 1557. | 2.     | 16. listopadu 2014                                      | Levi                                                    | SL 440                                                  | Henrik Kristoffersen                                    | Marcel Hirscher                                         | Felix Neureuther                                        | [ 4 ]             |
| 1558. | 3.     | 29. listopadu 2014                                      | Lake Louise                                             | SJ 442                                                  | Kjetil Jansrud                                          | Guillermo Fayed Manuel Osborne-Paradis                  | 3. místo neuděleno                                      | [ 5 ]             |
| 1559. | 4.     | 30. listopadu 2014                                      | Lake Louise                                             | SG 178                                                  | Kjetil Jansrud                                          | Matthias Mayer                                          | Dominik Paris                                           | [ 6 ]             |
| 1560. | 5.     | 5. prosince 2014                                        | Beaver Creek                                            | SJ 443                                                  | Kjetil Jansrud                                          | Beat Feuz                                               | Steven Nyman                                            | [ 7 ]             |
| 1561. | 6.     | 6. prosince 2014                                        | Beaver Creek                                            | SG 179                                                  | Hannes Reichelt                                         | Kjetil Jansrud                                          | Alexis Pinturault                                       | [ 8 ]             |
| 1562. | 7.     | 7. prosince 2014                                        | Beaver Creek                                            | OS 373                                                  | Ted Ligety                                              | Alexis Pinturault                                       | Marcel Hirscher                                         | [ 9 ]             |
| |        | 13. prosince 2014                                       | Val-d'Isère                                             | OS cnx                                                  | nedostatek sněhu; přeloženo do Åre na 12. prosince 2014 | nedostatek sněhu; přeloženo do Åre na 12. prosince 2014 | nedostatek sněhu; přeloženo do Åre na 12. prosince 2014 | [ 10 ]            |
| 14. prosince 2014                                                                                            | SL cnx | nedostatek sněhu; přeloženo do Åre na 14. prosince 2014 | nedostatek sněhu; přeloženo do Åre na 14. prosince 2014 | nedostatek sněhu; přeloženo do Åre na 14. prosince 2014 | nedostatek sněhu; přeloženo do Åre na 14. prosince 2014 |                                                         |                                                         |                   |
| 1563. | 8.     | 12. prosince 2014                                       | Åre                                                     | OS 374                                                  | Marcel Hirscher                                         | Ted Ligety                                              | Stefan Luitz                                            | [ 11 ]            |
| 1564. | 9.     | 14. prosince 2014                                       | Åre                                                     | SL 441                                                  | Marcel Hirscher                                         | Felix Neureuther                                        | Alexandr Chorošilov                                     | [ 12 ]            |
| 1565. | 10.    | 19. prosince 2014                                       | Val Gardena                                             | SJ 444                                                  | Steven Nyman                                            | Kjetil Jansrud                                          | Dominik Paris                                           | [ 13 ]            |
| 1566. | 11.    | 20. prosince 2014                                       | Val Gardena                                             | SG 180                                                  | Kjetil Jansrud                                          | Dominik Paris                                           | Hannes Reichelt                                         | [ 14 ]            |
| 1567. | 12.    | 21. prosince 2014                                       | Alta Badia                                              | OS 375                                                  | Marcel Hirscher                                         | Ted Ligety                                              | Thomas Fanara                                           | [ 15 ]            |
| 1568. | 13.    | 22. prosince 2014                                       | Madonna di Campiglio                                    | SL 442                                                  | Felix Neureuther                                        | Fritz Dopfer                                            | Jens Byggmark                                           | [ 16 ]            |
| 1569. | 14.    | 28. prosince 2014                                       | Santa Caterina                                          | SJ 445                                                  | Travis Ganong                                           | Matthias Mayer                                          | Dominik Paris                                           | [ 17 ]            |
| |        | 1. ledna 2015                                           | Mnichov                                                 | MZ cnx                                                  | nedostatek sněhu                                        | nedostatek sněhu                                        | nedostatek sněhu                                        | [ 18 ]            |
| 1570. | 15.    | 6. ledna 2015                                           | Záhřeb                                                  | SL 443                                                  | Marcel Hirscher                                         | Felix Neureuther                                        | Sebastian Foss Solevåg                                  | [ 19 ]            |
| 1571. | 16.    | 10. ledna 2015                                          | Adelboden                                               | OS 376                                                  | Marcel Hirscher                                         | Alexis Pinturault                                       | Henrik Kristoffersen                                    | [ 20 ]            |
| 1572. | 17.    | 11. ledna 2015                                          | Adelboden                                               | SL 444                                                  | Stefano Gross                                           | Fritz Dopfer                                            | Marcel Hirscher                                         | [ 21 ]            |
| 1573. | 18.    | 16. ledna 2015                                          | Wengen                                                  | SK 121                                                  | Carlo Janka                                             | Victor Muffat-Jeandet                                   | Ivica Kostelić                                          | [ 22 ]            |
| 1574. | 19.    | 17. ledna 2015                                          | Wengen                                                  | SL 445                                                  | Felix Neureuther                                        | Stefano Gross                                           | Henrik Kristoffersen                                    | [ 23 ]            |
| 1575. | 20.    | 18. ledna 2015                                          | Wengen                                                  | SJ 446                                                  | Hannes Reichelt                                         | Beat Feuz                                               | Carlo Janka                                             | [ 24 ]            |
| 1576. | 21.    | 23. ledna 2015                                          | Kitzbühel                                               | SG 181                                                  | Dominik Paris                                           | Matthias Mayer                                          | Georg Streitberger                                      | [ 25 ]            |
| 1577. | 22.    | 23. ledna 2015                                          | Kitzbühel                                               | SK 122                                                  | Alexis Pinturault                                       | Marcel Hirscher                                         | Ondřej Bank                                             | [ 26 ]            |
| 1578. | 23.    | 24. ledna 2015                                          | Kitzbühel                                               | SJ 447                                                  | Kjetil Jansrud                                          | Dominik Paris                                           | Guillermo Fayed                                         | [ 27 ]            |
| 1579. | 24.    | 25. ledna 2015                                          | Kitzbühel                                               | SL 446                                                  | Mattias Hargin                                          | Marcel Hirscher                                         | Felix Neureuther                                        | [ 28 ]            |
| 1580. | 25.    | 27. ledna 2015                                          | Schladming                                              | SL 447                                                  | Alexandr Chorošilov                                     | Stefano Gross                                           | Felix Neureuther                                        | [ 29 ]            |
| |        | 2.–15. února 2015                                       | Vail/Beaver Creek                                       | Mistrovství světa                                       | Mistrovství světa                                       | Mistrovství světa                                       | Mistrovství světa                                       | Mistrovství světa |
| 1581. | 26.    | 21. února 2015                                          | Saalbach                                                | SJ 448                                                  | Matthias Mayer                                          | Max Franz                                               | Hannes Reichelt                                         | [ 30 ]            |
| 1582. | 27.    | 22. února 2015                                          | Saalbach                                                | SG 182                                                  | Matthias Mayer                                          | Adrien Théaux                                           | Kjetil Jansrud                                          | [ 31 ]            |
| 1583. | 28.    | 28. února 2015                                          | Garmisch-Partenkirchen                                  | SJ 449                                                  | Hannes Reichelt                                         | Romed Baumann                                           | Matthias Mayer                                          | [ 32 ]            |
| 1584. | 29.    | 1. března 2015                                          | Garmisch-Partenkirchen                                  | OS 377                                                  | Marcel Hirscher                                         | Felix Neureuther                                        | Benjamin Raich                                          | [ 33 ]            |
| 1585. | 30.    | 7. března 2015                                          | Kvitfjell                                               | SJ 450                                                  | Hannes Reichelt                                         | M. Osborne-Paradis                                      | Werner Heel                                             | [ 34 ]            |
| 1586. | 31.    | 8. března 2015                                          | Kvitfjell                                               | SG 183                                                  | Kjetil Jansrud                                          | Vincent Kriechmayr                                      | Dustin Cook                                             | [ 35 ]            |
| 1587. | 32.    | 14. března 2015                                         | Kranjska Gora                                           | OS 378                                                  | Alexis Pinturault                                       | Marcel Hirscher                                         | Thomas Fanara                                           | [ 36 ]            |
| 1588. | 33.    | 15. března 2015                                         | Kranjska Gora                                           | SL 448                                                  | Henrik Kristoffersen                                    | Giuliano Razzoli                                        | Mattias Hargin                                          | [ 37 ]            |
| Finále Světového poháru                                                                                      |        |                                                         |                                                         |                                                         |                                                         |                                                         |                                                         |                   |
| 1589. | 34.    | 18. března 2015                                         | Méribel                                                 | SJ 451                                                  | Kjetil Jansrud                                          | Didier Défago                                           | Georg Streitberger                                      | [ 38 ]            |
| 1590. | 35.    | 19. března 2015                                         | Méribel                                                 | SG 184                                                  | Dustin Cook                                             | Kjetil Jansrud                                          | Brice Roger                                             | [ 39 ]            |
| 1591. | 36.    | 21. března 2015                                         | Méribel                                                 | OS 379                                                  | Henrik Kristoffersen                                    | Fritz Dopfer                                            | Thomas Fanara                                           | [ 40 ]            |
| 1592. | 37.    | 22. března 2015                                         | Méribel                                                 | SL 449                                                  | Marcel Hirscher                                         | Giuliano Razzoli                                        | Alexandr Chorošilov                                     | [ 41 ]            |
| Legenda |        |                                                         |                                                         |                                                         |                                                         |                                                         |                                                         |                   |
| SJ – sjezd, SL – slalom, OS – obří slalom, SG – Super-G, SK – superkombinace, MZ – městský závod (paralelní) |        |                                                         |                                                         |                                                         |                                                         |                                                         |                                                         |                   |

### Konečné pořadí

#### Celkově
| Poř. | Lyžař         | SÖL  | LEV | LKL | LKL | BCR | BCR | BCR | ÅRE  | ÅRE  | VGA | VGA | ABD  | MCP | SCV | ZAG  | ADE  | ADE  | WEN  | WEN  | WEN | KIT | KIT  | KIT | KIT | SCH | SAA | SAA | GAR | GAR | KVI | KVI | KRG  | KRG | MÉR | MÉR | MÉR  | MÉR | Body |
| Poř. | Lyžař         | OS   | SL  | SJ  | SG  | SJ  | SG  | OS  | OS   | SL   | SJ  | SG  | OS   | SL  | SJ  | SL   | OS   | SL   | SK   | SL   | SJ  | SG  | SK   | SJ  | SL  | SL  | SJ  | SG  | SJ  | OS  | SJ  | SG  | OS   | SL  | SJ  | SG  | OS   | SL  | Body |
| ---- | ------------- | ---- | --- | --- | --- | --- | --- | --- | ---- | ---- | --- | --- | ---- | --- | --- | ---- | ---- | ---- | ---- | ---- | --- | --- | ---- | --- | --- | --- | --- | --- | --- | --- | --- | --- | ---- | --- | --- | --- | ---- | --- | ---- |
| 1.   | Hirscher      | 1    | 2   |     |     |     | DNF | 3   | 1    | 1    |     |     | 1    | 7   |     | 1    | 1    | 3    |      | DNF1 |     | 44  | 2    |     | 2   | 14  |     | 17  |     | 1   |     |     | 2    | 6   |     | 4   | 4    | 1   | 1448 |
| 2.   | Jansrud       | 15   |     | 1   | 1   | 1   | 2   | 15  | DNF1 |      | 2   | 1   | 14   |     | 17  |      | DNF2 |      | DNF2 |      | 5   | 7   | 9    | 1   |     |     | 14  | 3   | 19  | 15  | 7   | 1   | 23   |     | 1   | 2   | 11   |     | 1288 |
| 3.   | Pinturault    | 3    | 67  |     | 38  |     | 3   | 2   | 6    | DSQ2 |     | 17  | 4    | 5   |     | DSQ2 | 2    | DNF2 | 10   | 4    |     | 25  | 1    |     | 9   | 17  |     | 5   |     | 5   |     | 14  | 1    | 7   |     | 10  | 8    | 4   | 1006 |
| 4.   | Neureuther    |      | 3   |     |     |     |     | 8   | DNF1 | 2    |     |     | 5    | 1   |     | 2    | 5    | DNF1 |      | 1    |     |     |      |     | 3   | 3   |     |     |     | 2   |     |     | 5    | 9   |     |     | DNF1 | 12  | 838  |
| 5.   | Dopfer        | 2    | 6   |     |     |     |     | 10  | 4    | 7    |     |     | 8    | 2   |     | 8    | 4    | 2    |      | 7    |     |     |      |     | 5   | 4   |     |     |     | 11  |     |     | 27   | 10  |     |     | 2    | 10  | 797  |
| 6.   | Reichelt      | DNF1 |     | 9   | 6   | 8   | 1   | 25  | DNF1 |      | 11  | 3   | 34   |     | 6   |      |      |      | DNS2 |      | 1   | 24  | DNS2 | 34  |     |     | 3   | DNF | 1   |     | 1   | DNF |      |     | 10  | 7   |      |     | 760  |
| 7.   | Paris         |      |     | 4   | 3   | 4   | 5   |     |      |      | 3   | 2   |      |     | 3   |      |      |      | 25   |      | 19  | 1   | DNS2 | 2   |     |     | DNF | 14  | 5   |     | 9   | 4   |      |     | 22  | 17  |      |     | 745  |
| 8.   | Kristoffersen | 56   | 1   |     |     |     |     | 27  | 9    | DNF1 |     |     | 18   | 4   |     | DNF2 | 3    | 5    |      | 3    |     |     |      |     | 7   | 7   |     |     |     | 13  |     |     | 6    | 1   |     |     | 1    | 7   | 729  |
| 9.   | Mayer         |      |     | 15  | 2   | 9   | 17  | 24  | 41   |      | 7   | DNF | DNF2 |     | 2   |      | 32   |      | 4    |      | 22  | 2   | DNS2 | 10  |     |     | 1   | 1   | 3   |     | 19  | DNF | DNF2 |     | 14  | DNF |      |     | 717  |
| 10.  | Janka         | 11   |     | 23  | 24  | 26  | 9   | 7   | 16   |      | 21  | 6   | 20   |     | 14  |      | 21   |      | 1    |      | 3   | 21  | 6    | 22  |     |     | 4   | 4   | 23  | 6   | 37  | 8   | 16   |     | 16  | DNF | 15   |     | 643  |
| Poř. | Lyžař         | OS   | SL  | SJ  | SG  | SJ  | SG  | OS  | OS   | SL   | SJ  | SG  | OS   | SL  | SJ  | SL   | OS   | SL   | SK   | SL   | SJ  | SG  | SK   | SJ  | SL  | SL  | SJ  | SG  | SJ  | OS  | SJ  | SG  | OS   | SL  | SJ  | SG  | OS   | SL  | Body |
| Poř. | Lyžař         | SÖL  | LEV | LKL | LKL | BCR | BCR | BCR | ÅRE  | ÅRE  | VGA | VGA | ABD  | MCP | SCV | ZAG  | ADE  | ADE  | WEN  | WEN  | WEN | KIT | KIT  | KIT | KIT | SCH | SAA | SAA | GAR | GAR | KVI | KVI | KRG  | KRG | MÉR | MÉR | MÉR  | MÉR | Body |

| Barva    | výsledek              |
| -------- | --------------------- |
| Zlatá    | 1. místo              |
| Stříbrná | 2. místo              |
| Bronzová | 3. místo              |
| Zelená   | bodované umístění     |
| Modrá    | nebodované umístění   |
| Nachová  | nedojel do cíle (DNF) |
| Černá    | diskvalifikace (DSQ)  |
| Bílá     | nestartoval (DNS)     |

| Poř. | po 10 závodech  | body |
| ---- | --------------- | ---- |
| 1.   | Kjetil Jansrud  | 605  |
| 2.   | Hannes Reichelt | 511  |
| 3.   | Guillermo Fayed | 389  |
| 4.   | Dominik Paris   | 386  |
|      | Matthias Mayer  | 386  |

| Poř. | po 7 závodech   | body |
| ---- | --------------- | ---- |
| 1.   | Kjetil Jansrud  | 556  |
| 2.   | Dominik Paris   | 353  |
| 3.   | Matthias Mayer  | 274  |
| 4.   | Hannes Reichelt | 243  |
| 5.   | Dustin Cook     | 239  |

| Poř. | po 8 závodech     | body |
| ---- | ----------------- | ---- |
| 1.   | Marcel Hirscher   | 690  |
| 2.   | Alexis Pinturault | 487  |
| 3.   | Ted Ligety        | 462  |
| 4.   | Fritz Dopfer      | 346  |
| 5.   | Thomas Fanara     | 330  |

| Poř. | po 10 závodech       | body |
| ---- | -------------------- | ---- |
| 1.   | Marcel Hirscher      | 614  |
| 2.   | Felix Neureuther     | 591  |
| 3.   | Alexandr Chorošilov  | 485  |
| 4.   | Henrik Kristoffersen | 463  |
| 5.   | Fritz Dopfer         | 451  |

| Poř. | po 2 závodech         | body |
| ---- | --------------------- | ---- |
| 1.   | Carlo Janka           | 140  |
| 2.   | Alexis Pinturault     | 126  |
| 3.   | Victor Muffat-Jeandet | 125  |
| 4.   | Ivica Kostelić        | 110  |
| 5.   | Ondřej Bank           | 92   |

## Ženy

### Kalendář
| 1455.                                                                                            | 1.     | 25. října 2014                                                                          | Sölden                                                                                  | OS 372                                                                                  | Anna Fenningerová Mikaela Shiffrinová                                                   | 2. místo neuděleno                                                  | Eva-Maria Bremová                                                   | [ 42 ]                                                              |
| 1456.                                                                                            | 2.     | 15. listopadu 2014                                                                      | Levi                                                                                    | SL 418                                                                                  | Tina Mazeová                                                                            | Frida Hansdotterová                                                 | Kathrin Zettelová                                                   | [ 43 ]                                                              |
| 1457.                                                                                            | 3.     | 29. listopadu 2014                                                                      | Aspen                                                                                   | OS 373                                                                                  | Eva-Maria Bremová                                                                       | Kathrin Zettelová                                                   | Federica Brignoneová                                                | [ 44 ]                                                              |
| 1458.                                                                                            | 4.     | 30. listopadu 2014                                                                      | Aspen                                                                                   | SL 419                                                                                  | Nicole Hospová                                                                          | Frida Hansdotterová                                                 | Kathrin Zettelová                                                   | [ 45 ]                                                              |
| 1459.                                                                                            | 5.     | 5. prosince 2014                                                                        | Lake Louise                                                                             | SJ 369                                                                                  | Tina Mazeová                                                                            | Anna Fenningerová                                                   | Tina Weiratherová                                                   | [ 46 ]                                                              |
| 1460.                                                                                            | 6.     | 6. prosince 2014                                                                        | Lake Louise                                                                             | SJ 370                                                                                  | Lindsey Vonnová                                                                         | Stacey Cooková                                                      | Julia Mancusová                                                     | [ 47 ]                                                              |
| 1461.                                                                                            | 7.     | 7. prosince 2014                                                                        | Lake Louise                                                                             | SG 197                                                                                  | Lara Gutová                                                                             | Lindsey Vonnová                                                     | Tina Mazeová                                                        | [ 48 ]                                                              |
|                                                                                                  |        | 13. prosince 2014                                                                       | Courchevel                                                                              | OS cnx                                                                                  | nedostatek sněhu; přesunuto do Åre na 12. prosince 2014                                 | nedostatek sněhu; přesunuto do Åre na 12. prosince 2014             | nedostatek sněhu; přesunuto do Åre na 12. prosince 2014             | [ 10 ]                                                              |
| 14. prosince 2014                                                                                | SL cnx | nedostatek sněhu; přesunuto do Åre na 13. prosince 2014                                 | nedostatek sněhu; přesunuto do Åre na 13. prosince 2014                                 | nedostatek sněhu; přesunuto do Åre na 13. prosince 2014                                 | nedostatek sněhu; přesunuto do Åre na 13. prosince 2014                                 |                                                                     |                                                                     |                                                                     |
| 1462.                                                                                            | 8.     | 12. prosince 2014                                                                       | Åre                                                                                     | OS 374                                                                                  | Tina Mazeová                                                                            | Sara Hectorová                                                      | Eva-Maria Bremová                                                   | [ 49 ]                                                              |
| 1463.                                                                                            | 9.     | 13. prosince 2014                                                                       | Åre                                                                                     | SL 420                                                                                  | Maria Pietilä-Holmnerová                                                                | Tina Mazeová                                                        | Frida Hansdotterová                                                 | [ 50 ]                                                              |
| 1464.                                                                                            | 10.    | 20. prosince 2014                                                                       | Val-d'Isère                                                                             | SJ 371                                                                                  | Lindsey Vonnová                                                                         | Elisabeth Görglová Viktoria Rebensburgová                           | 3. místo neuděleno                                                  | [ 51 ]                                                              |
| 1465.                                                                                            | 11.    | 21. prosince 2014                                                                       | Val-d'Isère                                                                             | SG 198                                                                                  | Elisabeth Görglová                                                                      | Anna Fenningerová                                                   | Tina Mazeová                                                        | [ 52 ]                                                              |
|                                                                                                  |        | 28. prosince 2014                                                                       | Semmering                                                                               | OS cnx                                                                                  | nedostatek sněhu; přesunuto do Kühtaie na 28. prosince 2014                             | nedostatek sněhu; přesunuto do Kühtaie na 28. prosince 2014         | nedostatek sněhu; přesunuto do Kühtaie na 28. prosince 2014         | [ 53 ]                                                              |
| 29. prosince 2014                                                                                | SL cnx | nedostatek sněhu; přesunuto do Kühtaie na 29. prosince 2014                             | nedostatek sněhu; přesunuto do Kühtaie na 29. prosince 2014                             | nedostatek sněhu; přesunuto do Kühtaie na 29. prosince 2014                             | nedostatek sněhu; přesunuto do Kühtaie na 29. prosince 2014                             |                                                                     |                                                                     |                                                                     |
| 1466.                                                                                            | 12.    | 28. prosince 2014                                                                       | Kühtai                                                                                  | OS 375                                                                                  | Sara Hectorová                                                                          | Anna Fenningerová                                                   | Mikaela Shiffrinová                                                 | [ 54 ]                                                              |
| 1467.                                                                                            | 13.    | 29. prosince 2014                                                                       | Kühtai                                                                                  | SL 421                                                                                  | Mikaela Shiffrinová                                                                     | Šárka Strachová                                                     | Wendy Holdenerová                                                   | [ 55 ]                                                              |
|                                                                                                  |        | 1. ledna 2015                                                                           | Mnichov                                                                                 | MZ cnx                                                                                  | nedostatek sněhu                                                                        | nedostatek sněhu                                                    | nedostatek sněhu                                                    | [ 56 ]                                                              |
| 1468.                                                                                            | 14.    | 4. ledna 2015                                                                           | Záhřeb                                                                                  | SL 422                                                                                  | Mikaela Shiffrinová                                                                     | Kathrin Zettelová                                                   | Nina Løsethová                                                      | [ 57 ]                                                              |
|                                                                                                  |        | 10. ledna 2015                                                                          | Bad Kleinkirchheim                                                                      | SJ cnx                                                                                  | silný vítr; přesunuto do Cortiny d'Ampezzo na 16. ledna 2015                            | silný vítr; přesunuto do Cortiny d'Ampezzo na 16. ledna 2015        | silný vítr; přesunuto do Cortiny d'Ampezzo na 16. ledna 2015        | [ 58 ]                                                              |
| 11. ledna 2015                                                                                   | SG cnx | silný vítr; přesunuto do Banska na 27. února 2018                                       | silný vítr; přesunuto do Banska na 27. února 2018                                       | silný vítr; přesunuto do Banska na 27. února 2018                                       | [ 58 ]                                                                                  |                                                                     |                                                                     |                                                                     |
| 1469.                                                                                            | 15.    | 13. ledna 2015                                                                          | Flachau                                                                                 | SL 423                                                                                  | Frida Hansdotterová                                                                     | Tina Mazeová                                                        | Mikaela Shiffrinová                                                 | [ 59 ]                                                              |
| 1470.                                                                                            | 16.    | 16. ledna 2015                                                                          | Cortina d'Ampezzo                                                                       | SJ 372                                                                                  | Elena Fanchiniová                                                                       | Larisa Yurkiwová                                                    | Viktoria Rebensburgová                                              | [ 60 ]                                                              |
|                                                                                                  |        | 17. ledna 2015                                                                          | Cortina d'Ampezzo                                                                       | SJ cnx                                                                                  | příliš mnoho sněhu; přesunuto v Cortině d'Ampezzo na 18. ledna 2015                     | příliš mnoho sněhu; přesunuto v Cortině d'Ampezzo na 18. ledna 2015 | příliš mnoho sněhu; přesunuto v Cortině d'Ampezzo na 18. ledna 2015 | příliš mnoho sněhu; přesunuto v Cortině d'Ampezzo na 18. ledna 2015 |
| 18. ledna 2015                                                                                   | SG cnx | původně na programu; kvůli přesunutému sjezdu odjeto v Cortině d'Ampezzo 19. ledna 2015 | původně na programu; kvůli přesunutému sjezdu odjeto v Cortině d'Ampezzo 19. ledna 2015 | původně na programu; kvůli přesunutému sjezdu odjeto v Cortině d'Ampezzo 19. ledna 2015 | původně na programu; kvůli přesunutému sjezdu odjeto v Cortině d'Ampezzo 19. ledna 2015 |                                                                     |                                                                     |                                                                     |
| 1471.                                                                                            | 17.    | 18. ledna 2015                                                                          | Cortina d'Ampezzo                                                                       | SJ 373                                                                                  | Lindsey Vonnová                                                                         | Elisabeth Görglová                                                  | Daniela Merighettiová                                               | [ 61 ]                                                              |
| 1472.                                                                                            | 18.    | 19. ledna 2015                                                                          | Cortina d'Ampezzo                                                                       | SG 199                                                                                  | Lindsey Vonnová                                                                         | Anna Fenningerová                                                   | Tina Weiratherová                                                   | [ 62 ]                                                              |
| 1473.                                                                                            | 19.    | 24. ledna 2015                                                                          | Svatý Mořic                                                                             | SJ 374                                                                                  | Lara Gutová                                                                             | Anna Fenningerová                                                   | Edit Miklósová                                                      | [ 63 ]                                                              |
| 1474.                                                                                            | 20.    | 25. ledna 2015                                                                          | Svatý Mořic                                                                             | SG 200                                                                                  | Lindsey Vonnová                                                                         | Anna Fenningerová                                                   | Nicole Hospová                                                      | [ 64 ]                                                              |
|                                                                                                  |        | 2.–15. února 2015                                                                       | Vail/Beaver Creek                                                                       | Mistrovství světa                                                                       | Mistrovství světa                                                                       | Mistrovství světa                                                   | Mistrovství světa                                                   | Mistrovství světa                                                   |
| 1475.                                                                                            | 21.    | 21. února 2015                                                                          | Maribor                                                                                 | OS 376                                                                                  | Anna Fenningerová                                                                       | Viktoria Rebensburgová                                              | Tina Weiratherová                                                   | [ 65 ]                                                              |
| 1476.                                                                                            | 22.    | 22. února 2015                                                                          | Maribor                                                                                 | SL 424                                                                                  | Mikaela Shiffrinová                                                                     | Veronika Velez Zuzulová                                             | Šárka Strachová                                                     | [ 66 ]                                                              |
|                                                                                                  |        | 27. února 2015                                                                          | Bansko                                                                                  | SG cnx                                                                                  | mlha; přesunuto v Bansku na 2. března 2015                                              | mlha; přesunuto v Bansku na 2. března 2015                          | mlha; přesunuto v Bansku na 2. března 2015                          | [ 67 ]                                                              |
| 28. února 2015                                                                                   | SG cnx | mlha                                                                                    | mlha                                                                                    | mlha                                                                                    | [ 68 ]                                                                                  |                                                                     |                                                                     |                                                                     |
| 1477.                                                                                            | 23.    | 1. března 2015                                                                          | Bansko                                                                                  | SK 095                                                                                  | Anna Fenningerová                                                                       | Tina Mazeová                                                        | Kathrin Zettelová                                                   | [ 69 ]                                                              |
| 1478.                                                                                            | 24.    | 2. března 2015                                                                          | Bansko                                                                                  | SG 201                                                                                  | Anna Fenningerová                                                                       | Tina Mazeová                                                        | Lindsey Vonnová                                                     | [ 68 ]                                                              |
| 1479.                                                                                            | 25.    | 7. března 2015                                                                          | Garmisch-Partenkirchen                                                                  | SJ 375                                                                                  | Tina Weiratherová                                                                       | Anna Fenningerová                                                   | Tina Mazeová                                                        | [ 70 ]                                                              |
| 1480.                                                                                            | 26.    | 8. března 2015                                                                          | Garmisch-Partenkirchen                                                                  | SG 202                                                                                  | Lindsey Vonnová                                                                         | Tina Mazeová                                                        | Anna Fenningerová                                                   | [ 71 ]                                                              |
| 1481.                                                                                            | 27.    | 13. března 2015                                                                         | Åre                                                                                     | OS 377                                                                                  | Anna Fenningerová                                                                       | Nadia Fanchiniová                                                   | Eva-Maria Bremová                                                   | [ 72 ]                                                              |
| 1482.                                                                                            | 28.    | 14. března 2015                                                                         | Åre                                                                                     | SL 425                                                                                  | Mikaela Shiffrinová                                                                     | Veronika Velez Zuzulová                                             | Šárka Strachová                                                     | [ 73 ]                                                              |
| Finále Světového poháru                                                                          |        |                                                                                         |                                                                                         |                                                                                         |                                                                                         |                                                                     |                                                                     |                                                                     |
| 1483.                                                                                            | 29.    | 18. března 2015                                                                         | Méribel                                                                                 | SJ 376                                                                                  | Lindsey Vonnová                                                                         | Elisabeth Görglová                                                  | Nicole Hospová                                                      | [ 74 ]                                                              |
| 1484.                                                                                            | 30.    | 19. března 2015                                                                         | Méribel                                                                                 | SG 203                                                                                  | Lindsey Vonnová                                                                         | Anna Fenningerová                                                   | Tina Mazeová                                                        | [ 75 ]                                                              |
| 1485.                                                                                            | 31.    | 21. března 2015                                                                         | Méribel                                                                                 | SL 426                                                                                  | Mikaela Shiffrinová                                                                     | Frida Hansdotterová                                                 | Veronika Velez Zuzulová                                             | [ 76 ]                                                              |
| 1486.                                                                                            | 32.    | 22. března 2015                                                                         | Méribel                                                                                 | OS 378                                                                                  | Anna Fenningerová                                                                       | Eva-Maria Bremová                                                   | Tina Mazeová                                                        | [ 77 ]                                                              |
| Legenda                                                                                          |        |                                                                                         |                                                                                         |                                                                                         |                                                                                         |                                                                     |                                                                     |                                                                     |
| SJ – sjezd, SL – slalom, OS – obří slalom, SG – Super-G, SK – superkombinace, MZ – městský závod |        |                                                                                         |                                                                                         |                                                                                         |                                                                                         |                                                                     |                                                                     |                                                                     |

### Konečné pořadí

#### Celkové
| Poř. | Lyžařka       | SÖL  | LEV | ASP  | ASP | LKL | LKL | LKL | ÅRE  | ÅRE  | ISÈ | ISÈ | KÜH | KÜH | ZAG  | FLA | COR | COR | COR | STM | STM | MAR  | MAR  | BAN  | BAN | GAR | GAR | ÅRE | ÅRE | MÉR | MÉR | MÉR | MÉR | Body |
| Poř. | Lyžařka       | OS   | SL  | OS   | SL  | SJ  | SJ  | SG  | OS   | SL   | SJ  | SG  | OS  | SL  | SL   | SL  | SJ  | SJ  | SG  | SJ  | SG  | OS   | SL   | SK   | SG  | SJ  | SG  | OS  | SL  | SJ  | SG  | SL  | OS  | Body |
| ---- | ------------- | ---- | --- | ---- | --- | --- | --- | --- | ---- | ---- | --- | --- | --- | --- | ---- | --- | --- | --- | --- | --- | --- | ---- | ---- | ---- | --- | --- | --- | --- | --- | --- | --- | --- | --- | ---- |
| 1.   | Fenningerová  | 1    |     | 12   |     | 2   | 9   | 8   | 6    |      | 11  | 2   | 2   |     |      |     | 5   | 9   | 2   | 2   | 2   | 1    |      | 1    | 1   | 2   | 3   | 1   |     | 8   | 2   | 23  | 1   | 1553 |
| 2.   | Mazeová       | 22   | 1   | 4    | 9   | 1   | 8   | 3   | 1    | 2    | 7   | 3   | 7   | 6   | 5    | 2   | 13  | 5   | 4   | 18  | DSQ | DNF1 | DNF2 | 2    | 2   | 3   | 2   | 20  | 16  | 4   | 3   | 4   | 3   | 1531 |
| 3.   | Vonnová       |      |     |      |     | 8   | 1   | 2   |      |      | 1   | DNF |     |     |      |     | 10  | 1   | 1   | 23  | 1   | DNF1 |      | DNS2 | 3   | 7   | 1   |     |     | 1   | 1   |     | 5   | 1087 |
| 4.   | Shiffrinová   | 1    | 11  | 6    | 5   |     |     |     | 10   | 4    |     |     | 3   | 1   | 1    | 3   |     |     |     |     |     | 5    | 1    |      |     |     |     | 4   | 1   |     |     | 1   | 7   | 1036 |
| 5.   | Hospová       |      | 9   |      | 1   | 24  | 26  | 11  |      | DNF1 | 14  | 11  |     | 7   | DNF1 | 7   | 19  | 14  | 10  | 21  | 3   |      | DNF1 | DNF2 | 4   | 4   | 10  |     | 12  | 3   | 5   | 10  |     | 684  |
| 6.   | Hansdotterová | 16   | 2   | DNF1 | 2   |     |     |     | 18   | 3    |     |     | 20  | 4   | 4    | 1   |     |     |     |     |     | 14   | 9    |      |     |     |     | 11  | 6   |     |     | 2   | 9   | 679  |
| 7.   | Zettelová     | 4    | 3   | 2    | 3   |     |     |     | 11   | 15   |     |     | 15  | 8   | 2    | 8   |     |     |     |     |     | 6    | 7    | 3    |     |     |     | 13  | 15  |     |     | 11  |     | 646  |
| 8.   | Görglová      | DNF1 |     | 8    |     | DNF | 16  | 12  | DNF2 |      | 2   | 1   | 11  |     |      |     | 11  | 2   | 8   | 8   | DSQ | 18   |      | 14   | 11  | 10  | 7   |     |     | 2   | DNF |     | 16  | 638  |
| 9.   | Gutová        | DNF2 |     | 22   |     | 11  | 15  | 1   | 21   |      | 4   | 4   | 18  |     |      |     | 25  | 8   | 6   | 1   | DNF | 19   |      | DNF1 | 10  | 8   | 5   | 9   |     | 9   | DNF |     | 19  | 623  |
| 10.  | Weiratherová  | 10   |     | DNF2 |     | 3   | 12  | 7   | 16   |      | 12  | DNF | 13  |     |      |     | 21  | DNF | 3   | 9   | DNF | 3    |      | DNS2 | 7   | 1   | 18  | 14  |     | 10  | 4   |     | 18  | 603  |
| Poř. | Lyžařka       | OS   | SL  | OS   | SL  | SJ  | SJ  | SG  | OS   | SL   | SJ  | SG  | OS  | SL  | SL   | SL  | SJ  | SJ  | SG  | SJ  | SG  | OS   | SL   | SK   | SG  | SJ  | SG  | OS  | SL  | SJ  | SG  | SL  | OS  | Body |
| Poř. | Lyžařka       | SÖL  | LEV | ASP  | ASP | LKL | LKL | LKL | ÅRE  | ÅRE  | ISÈ | ISÈ | KÜH | KÜH | ZAG  | FLA | COR | COR | COR | STM | STM | MAR  | MAR  | BAN  | BAN | GAR | GAR | ÅRE | ÅRE | MÉR | MÉR | MÉR | MÉR | Body |

| Barva    | výsledek               |
| -------- | ---------------------- |
| Zlatá    | 1. místo               |
| Stříbrná | 2. místo               |
| Bronzová | 3. místo               |
| Zelená   | bodované umístění      |
| Modrá    | nebodované umístění    |
| Nachová  | nedojela do cíle (DNF) |
| Černá    | diskvalifikace (DSQ)   |
| Bílá     | nestartovala (DNS)     |

| Poř. | po všech 8 závodech | body |
| ---- | ------------------- | ---- |
| 1.   | Lindsey Vonnová     | 502' |
| 2.   | Anna Fenningerová   | 399  |
| 3.   | Tina Mazeová        | 356  |
| 4.   | Elisabeth Görglová  | 337  |
| 5.   | Elena Fanchiniová   | 291  |

| Poř. | po všech 7 závodech | body |
| ---- | ------------------- | ---- |
| 1.   | Lindsey Vonnová     | 540  |
| 2.   | Anna Fenningerová   | 512  |
| 3.   | Tina Mazeová        | 390  |
| 4.   | Cornelia Hütterová  | 286  |
| 5.   | Lara Gutová         | 261  |

| Poř. | po všech 7 závodech | body |
| ---- | ------------------- | ---- |
| 1.   | Anna Fenningerová   | 542  |
| 2.   | Eva-Maria Bremová   | 436  |
| 3.   | Mikaela Shiffrinová | 357  |
| 4.   | Sara Hectorová      | 329  |
| 5.   | Tina Mazeová        | 266  |

| Poř. | po všech 9 závodech | body |
| ---- | ------------------- | ---- |
| 1.   | Mikaela Shiffrinová | 679  |
| 2.   | Frida Hansdotterová | 569  |
| 3.   | Tina Mazeová        | 439  |
| 4.   | Šárka Strachová     | 376  |
| 5.   | Kathrin Zettelová   | 356  |

| Poř. | po 1 závodu             | body |
| ---- | ----------------------- | ---- |
| 1.   | Anna Fenningerová       | 100  |
| 2.   | Tina Mazeová            | 80   |
| 3.   | Kathrin Zettelová       | 60   |
| 4.   | Margot Bailetová        | 50   |
| 5.   | Marie-Michèle Gagnonová | 45   |

## Týmová soutěž

### Kalendář
| Finále Světového poháru    |    |                 |         |        | | |                                                                                  |        |
| 10.                        | 1. | 20. března 2015 | Méribel | PG 007 | ŠvýcarskoCharlotte Chableová Michelle Gisinová Wendy Holdenerová Gino Caviezel Justin Murisier Reto Schmidiger | ŠvédskoSara Hectorová Anna Swennová-Larssonová Emelie Wikströmová Mattias Hargin Anton Lahdenperä André Myhrer | RakouskoEva-Maria Bremová Carmen Thalmannová Christoph Nösig Philipp Schörghofer | [ 78 ] |
| Legenda                    |    |                 |         |        | | |                                                                                  |        |
| PG – paralelní obří slalom |    |                 |         |        | | |                                                                                  |        |

## Pohár národů
| Poř. | po 70 závodech | body  |
| ---- | -------------- | ----- |
| 1.   | Rakousko       | 11617 |
| 2.   | Itálie         | 6145  |
| 3.   | Švýcarsko      | 5362  |
| 4.   | USA            | 5069  |
| 5.   | Francie        | 5007  |

| Poř. | po 3 závodech | body |
| ---- | ------------- | ---- |
| 1.   | Rakousko      | 5768 |
| 2.   | Francie       | 3874 |
| 3.   | Itálie        | 3412 |
| 4.   | Švýcarsko     | 3158 |
| 5.   | Norsko        | 2592 |

| Poř. | po 32 závodech | body |
| ---- | -------------- | ---- |
| 1.   | Rakousko       | 5849 |
| 2.   | USA            | 3159 |
| 3.   | Itálie         | 2733 |
| 4.   | Švédsko        | 2291 |
| 5.   | Švýcarsko      | 2204 |